# Porta della Mandorla

La Porta della Mandorla

La Porta della Mandorla è la porta laterale sinistra della fiancata nord del Duomo di Firenze, davanti all'attuale via Ricasoli. Fu realizzata dal 1391 al 1423, da vari scultori, tra i quali Giovanni d'Ambrogio, Donatello e, soprattutto Nanni di Banco. Deve il suo nome alla raffigurazione nel timpano dell'Assunzione della Vergine entro un nimbo a forma di mandorla. Nelle girali vegetali scolpite sugli stipiti si notano innesti di massicce figure modellate secondo l'antico.
Le sculture della porta hanno una notevole rilevanza nella storia dell'arte perché vennero realizzate durante il passaggio tra le ultime fasi del gotico e il primo incipiente Rinascimento, con i primissimi esempi di gusto rigorosamente classicista a Firenze, che di lì a poco diventò predominante. Questa ricerca di novità guardando al passato aveva come tecnica privilegiata proprio la scultura, poiché per gli scultori era più agevole il confronto con le opere degli antichi.

## Storia
La porta della Mandorla fu l'ultima porta laterale ad essere costruita ed è considerata la più bella delle quattro. Una prima fase dei lavori ebbe luogo tra il 1391 e il 1397, quando venne completata la struttura architettonica e parte del rivestimento ancora di gusto gotico fino all'innesto dell'arco, dal 1404 le commissioni ad Antonio e Niccolò di Pietro Lamberti. Vi parteciparono Giovanni d'Ambrogio, Jacopo di Piero Guidi, Piero di Giovanni Tedesco e Niccolò di Pietro Lamberti. Quest'ultimo, con la coppia padre-figlio Antonio e Nanni di Banco, prese parte alla seconda fase decorativa, che creò la cornice a girali del timpano di coronamento, i bordi scolpiti della lunetta e due Profetini, uno forse di mano del giovane Donatello e uno di Nanni di Banco. 
Una terza fase dei lavori ebbe luogo nel 1414-1421 quando Nanni di Banco scolpì il rilievo del frontone, mentre nel 1422 Donatello scolpì le due teste nei pennacchi della cornice del frontone. Nello stesso periodo vennero spostate dall'interno della cattedrale le due statue del gruppo dell'Annunciazione, attribuite a Giovanni d'Ambrogio, e poste al centro della lunetta (analogamente al gruppo della vicina porta dei Cornacchini), dove poi vennero sostituite dal mosaico.
Nel 1489-1490 venne completato infine con il mosaico dell'Annunciazione nella lunetta, opera di David Ghirlandaio con la collaborazione del più celebre fratello Domenico.
Nel 1869-1871 vennero eseguiti dei lavori di restauro, che rimossero alcuni rilievi attorno all'arco (apice e lato esterno) sostituendoli da copie.
La porta è stata oggetto di un impegnativo restauro a partire dal 2002; nonostante l'originaria previsione di due anni di lavori essi sono stati conclusi solo il 5 giugno 2012.

## Descrizione

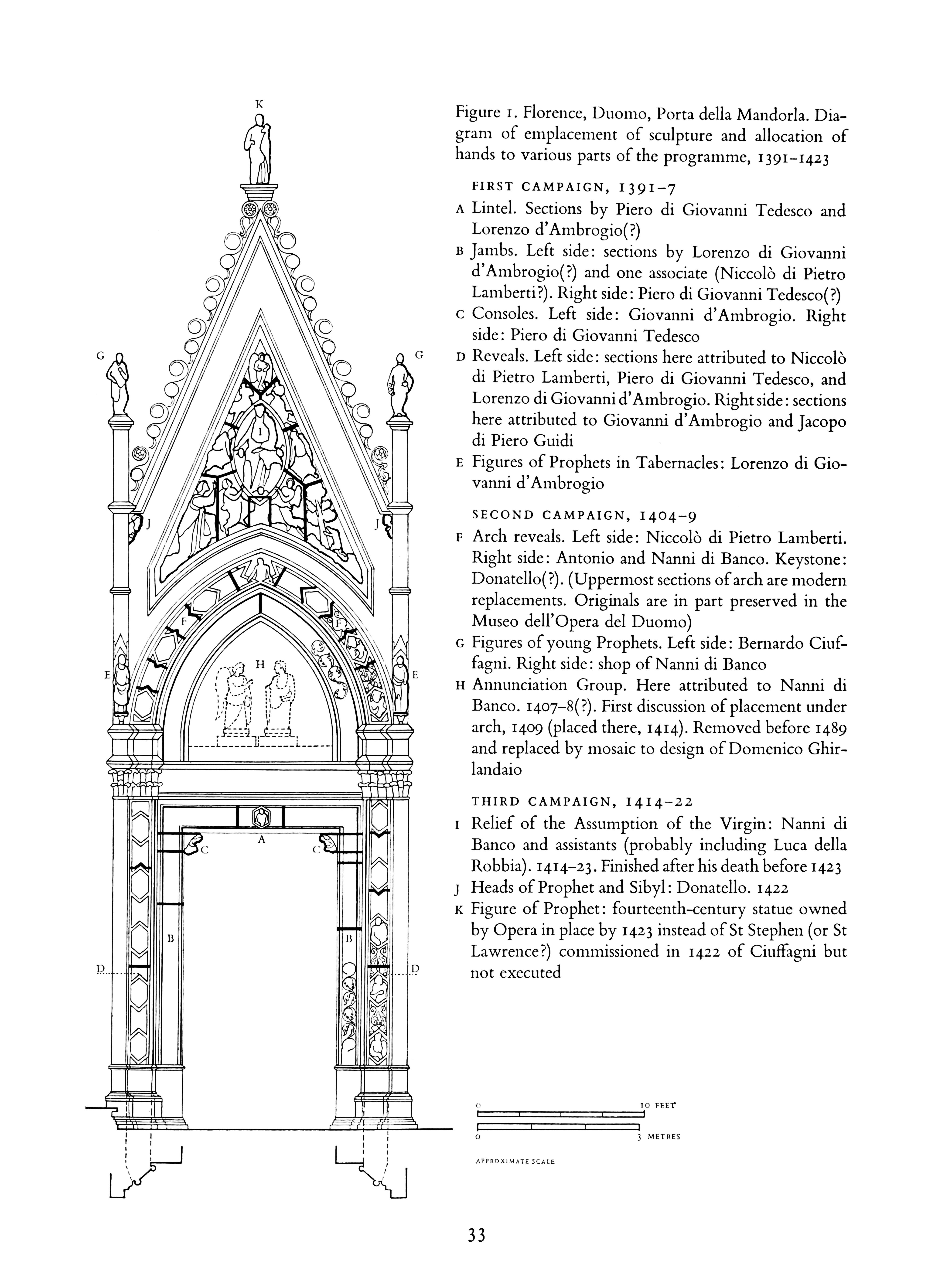
Diagramma cronologico Porta della Mandorla

Il tema della decorazione scultorea è quello della Vergine e della sua missione salvifica per l'umanità, testimoniato dalla cessione della cintola durante la sua salita in cielo (rilievo nella cuspide). Questo episodio, inteso come culmine del processo dell'intera storia umana, è legato alla raffigurazione dell'Annunciazione (lunetta e statue nei tabernacoli), durante il quale la Madonna accettò la sua condizione e la sua missione. Testimoniano il lungo processo le figure dei profeti dell'Antico testamento (statue sui pinnacoli), che anticiparono gli eventi, e alcuni personaggi dall'antica mitologia pagana (rilievi sugli stipiti), che fecero da tramite fra gli uomini e Dio prima della rivelazione.
Il portale è leggermente strombato, con una serie di decorazioni vegetali scolpite a bassorilievo sui semipilastri, sull'architrave e sull'archivolto. Poco sopra la linea d'imposta e il mosaico si trova la cuspide con i rilievi dell'Angelo annunciante e della Vergine Annunziata.
Negli stipiti e sull'archivolto, tra i racemi e le girali d'acanto, si trovano scolpite alcune figure di angeli e un Redentore entro medaglioni e, soprattutto alcuni nudi posti direttamente nei racemi, tra le primissime opere pienamente classiciste a Firenze. Queste figurette sono scolpite con la volumetria della statuaria classica, secondo un gusto antiquario senza precedenti. Spiccano in particolare:
- il Nudo di spalle, con i piedi saldamente appoggiati a terra che esprimono tutto il peso del corpo
- l'Apollo con la viola, che sembra staccarsi dallo sfondo per muoversi
- l'Eracle con la leontè, vero e proprio nudo dalla volumetria all'antica

Di queste figure non si conosce l'autore e sono state variamente attribuite a Nanni di Banco, al vecchio Giovanni di Ambrogio o al giovane Jacopo della Quercia o ancora, più semplicemente, a un maestro sconosciuto.
Oltre l'arco si trova il grandioso timpano ogivale. Sui pinnacoli laterali si trovavano due Profetini, attribuiti a Donatello ed a Nanni di Banco (oggi conservati nel Museo dell'Opera del Duomo), mentre sempre collocati nel registro inferiore con il quale fanno corpo, nei tabernacoli, i Profetini documentati a Donatello nel 1408; un altro corona la cuspide. 
Anche altre parti della porta sono oggi esposte al Museo dell'Opera del Duomo, come alcuni pezzi dell'archivolto.

### Il rilievo del timpano

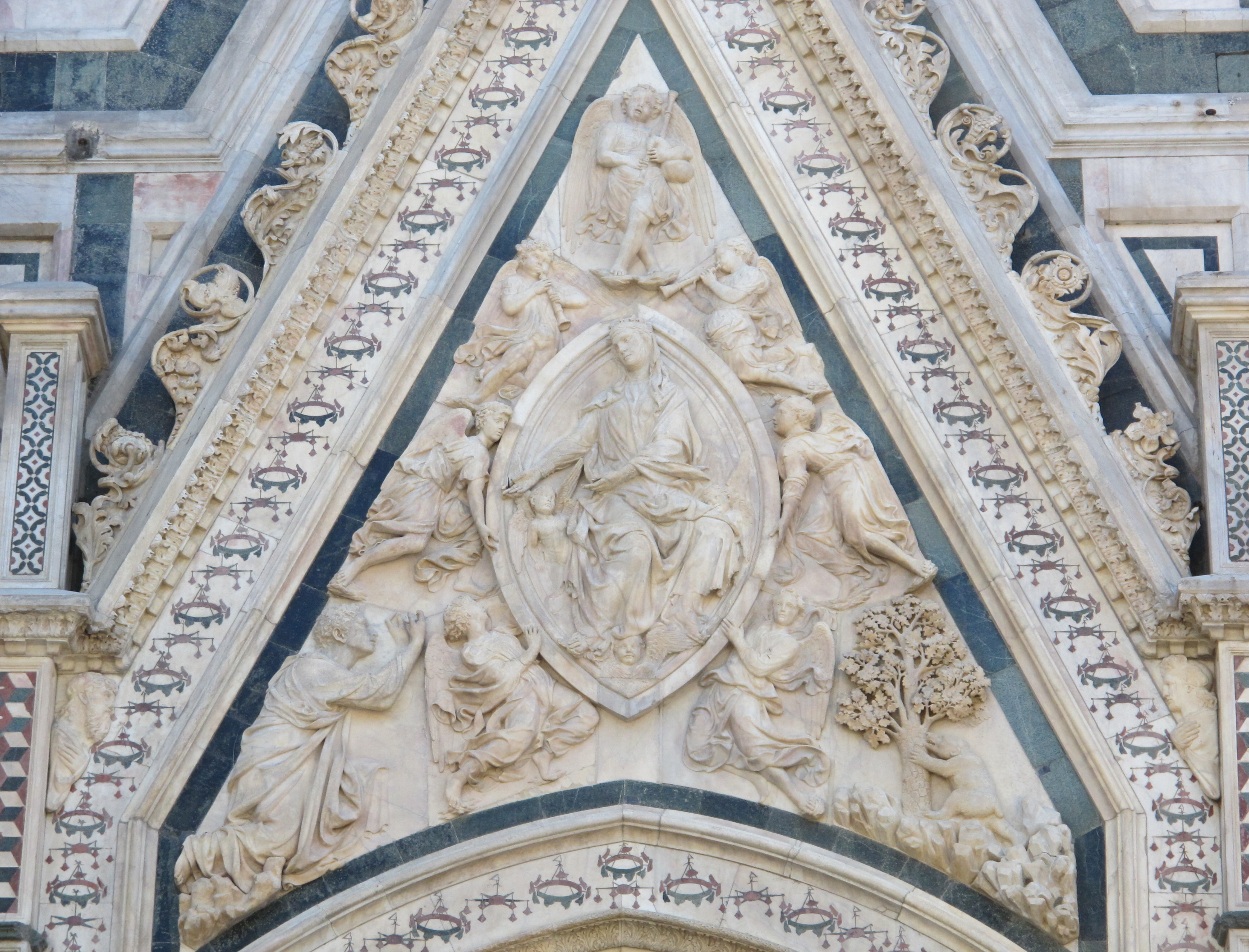
Nanni di Banco, Madonna della Cintola

Il timpano contiene il bassorilievo dell'Assunzione della Vergine, o Madonna della Cintola, di Nanni di Banco, che raffigura la Vergine mentre sale in cielo trasportata dagli angeli in una "mandorla", uno stretto nimbo di luce tipico dell'arte gotica. Se la composizione del bassorilievo è ancora legata al passato, del tutto innovative sono la pienezza volumetrica di forme e la purezza scevra di effetti lineari, derivate dallo studio dei modelli classici.
Nell'ascendere la Madonna compie una torsione molto naturale per porgere la sacra cintola a san Tommaso, inginocchiato nell'angolo sinistro, come pegno del tramite tra cielo e terra che essa si reca a compiere. Nel gruppo dei quattro angeli si legge un intenso sforzo fisico, un'altra novità del gusto nuovo che si andava formando. L'insieme acquista così un senso dinamico di ascensione verso il cielo. In alto si trovano due angeli musicanti con trombette e un terzo, con una specie di cornamusa, domina la scena nell'angolo superiore della cuspide. Un orso e un albero si trovano nello spigolo destro.

## Galleria d'immagini

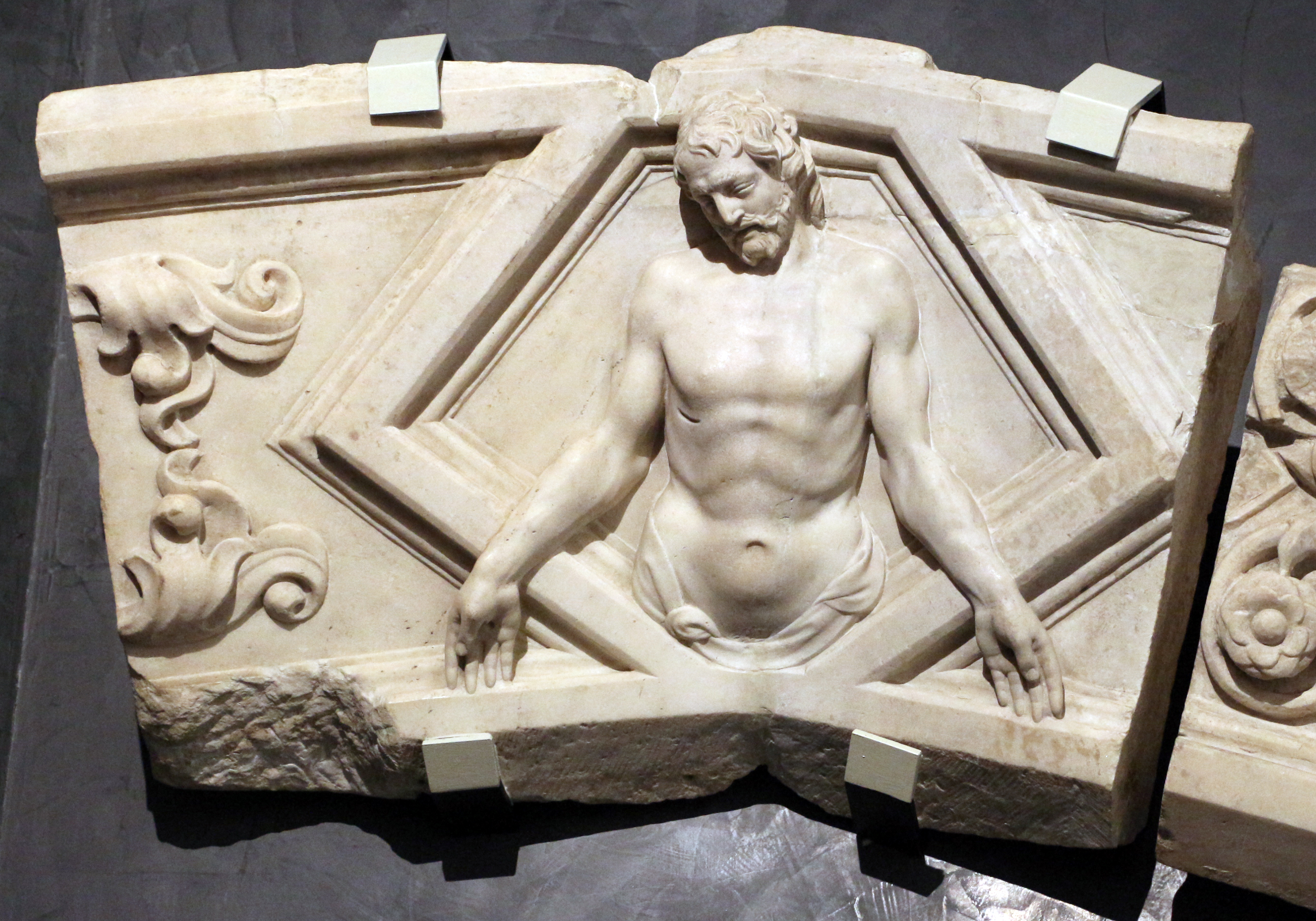
Donatello, Cristo come vir dolorum, Museo dell'Opera del Duomo
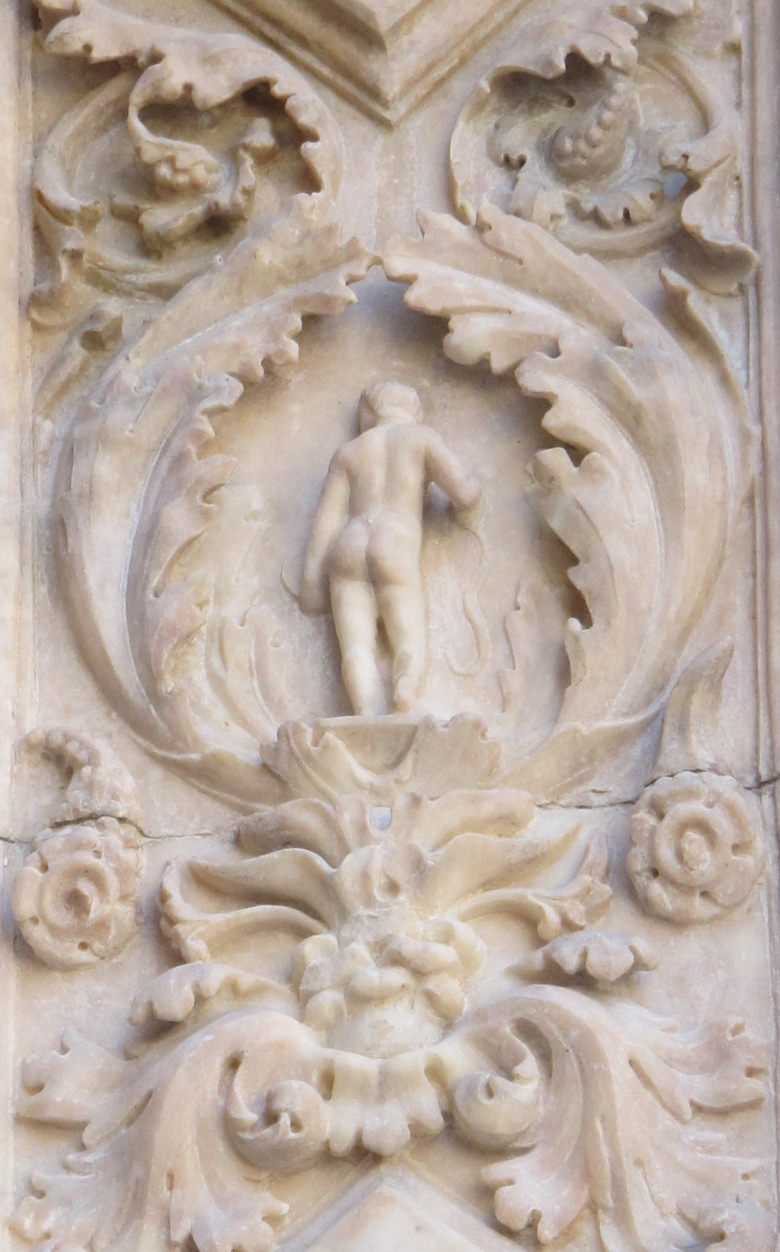
Il Nudo di spalle
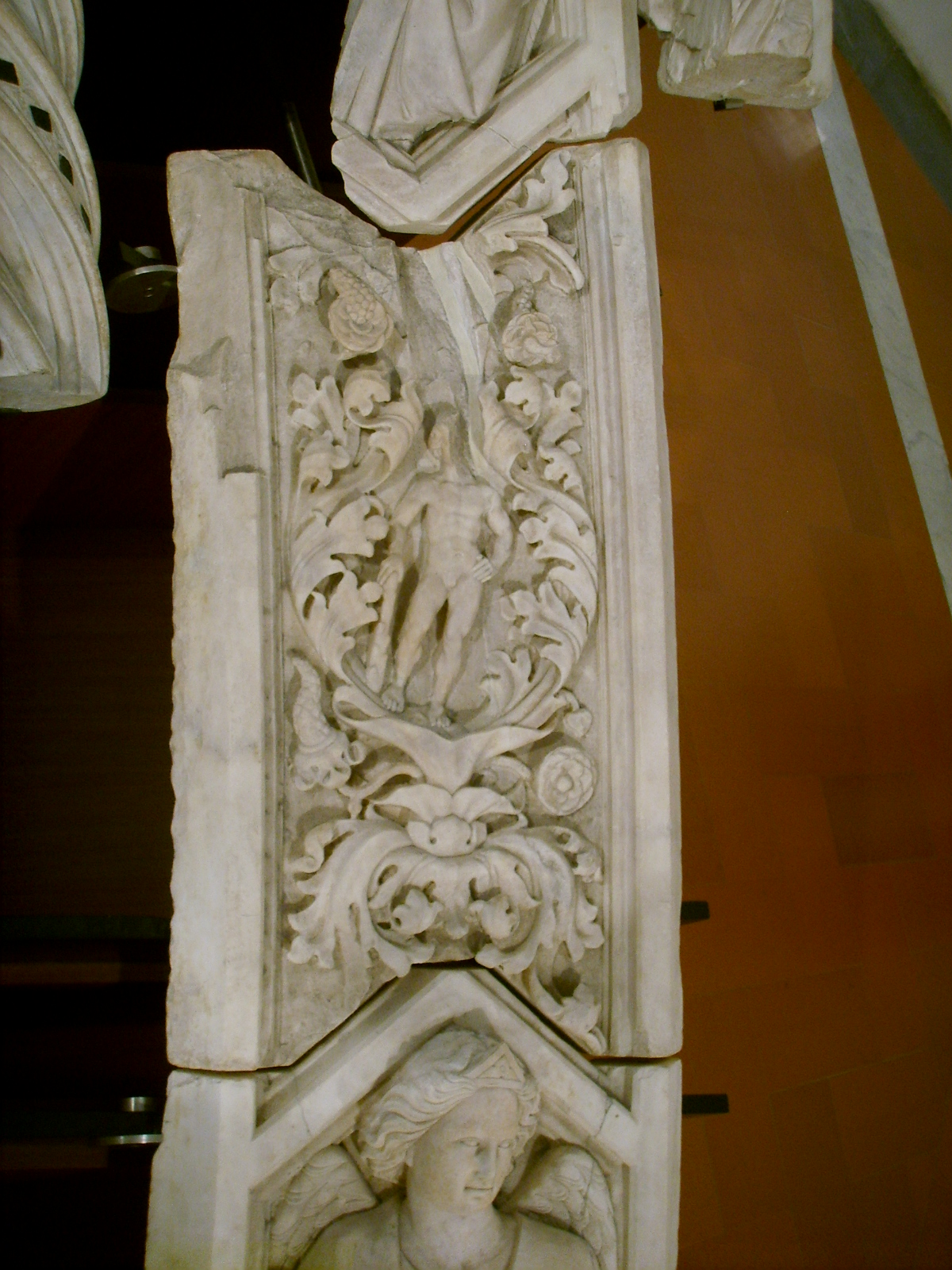
Dettaglio dell'archivolto nel Museo dell'Opera del Duomo
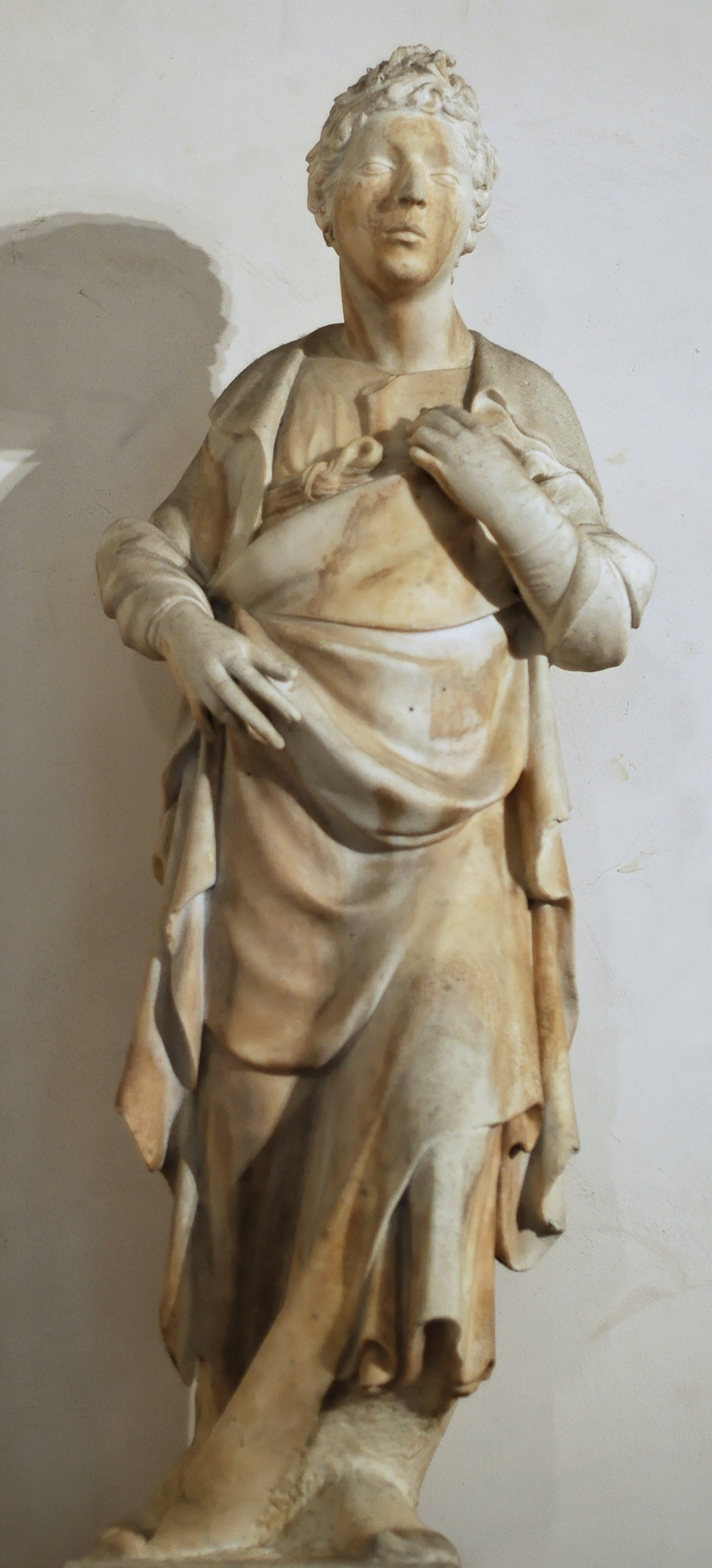
Profetino sinistro attribuito a Donatello, oggi nel Museo
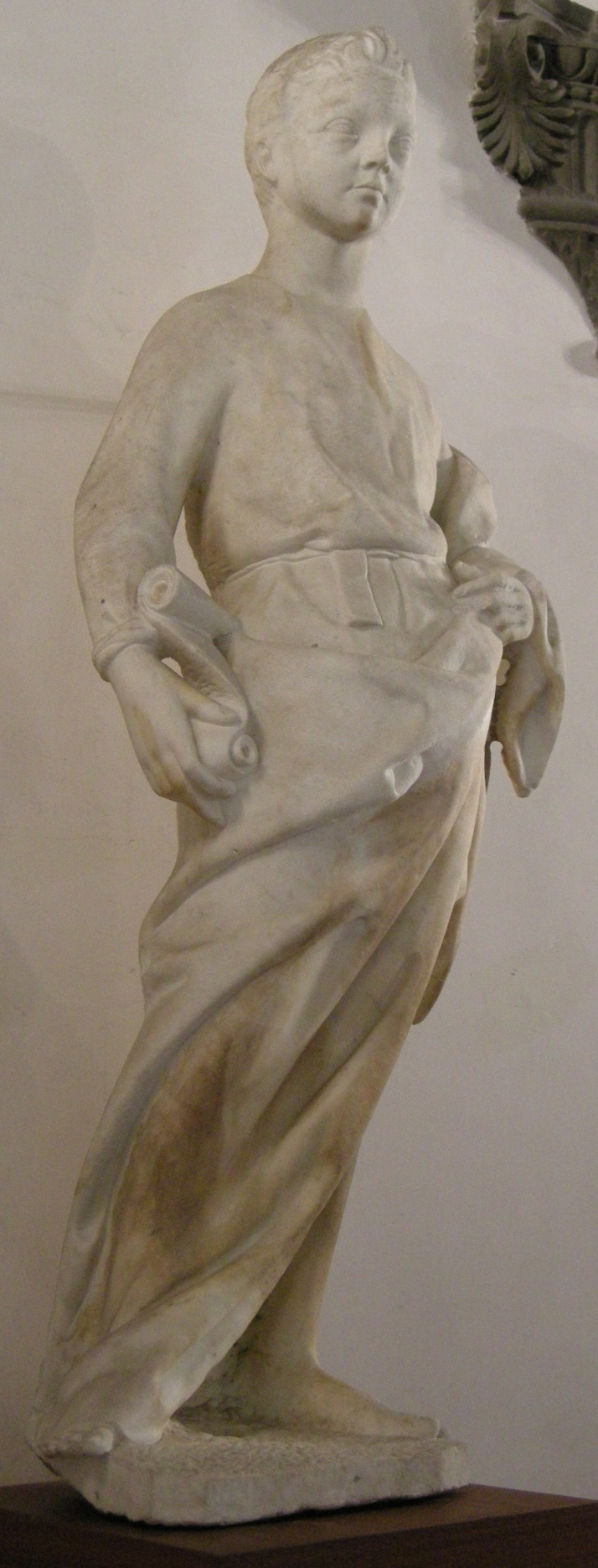
Profetino destro attribuito a Nanni di Banco, oggi nel Museo